# Zelosyne
Zelosyne is een geslacht van vlinders van de familie tastermotten (Gelechiidae).

## Soorten
- Z. olga Meyrick, 1915
- Z. poecilosoma Walsingham, 1911